# Lindokuhle Sobekwa
Lindokuhle Sobekwa (* 1995) je jihoafrický dokumentární fotograf. Je členem agentury Magnum Photos a sídlí v Johannesburgu.

## Životopis
Sobekwa se narodil v městysu Katlehong, 35 km od Johannesburgu vJihoafrické republice. Fotografovat se naučil v roce 2012 díky účasti na prvním projektu Of Soul and Joy Project, vzdělávacího programu pro mladé lidi, který probíhá v městečku Thokoza; workshop vedli belgický fotograf Bieke Depoorter a Cyprien Clément-Delmas. Jeho fotografickou esej Nyaope o lidech, kteří užívají drogu Nyaope ve městě, ve kterém žil i mimo něj, zveřejnil jihoafrický list Mail &amp; Guardian v roce 2014 a Vice a De Standaard v roce 2015. Do Magnum Photos se připojil jako nominovaný člen v roce 2018.

## Publikace
- Free From My Happiness. Spoluautoři: Sibusiso Bheka a Tshepiso Mazibuko. Ed.: Bieke Depoorter a Tjorven Bruyneel. S esejemi Seana O'Toolea.

## Ocenění
- 2017: Vybráno do programu Fotografie a sociální spravedlnosti Nadace Magnum pro cyklus I Carry Her Photo With Me.[2][8]
- 2018: Grant Nadačního fondu Magnum na pokračování jeho série Nyaope.[9][10][11]

## Skupinové výstavy
- Pop-up galerie No Man's Art Gallery, Kapské Město, Jihoafrická republika, březen–duben 2014. Zahrnuje Sobekwovu sérii Nyaope.[12][13]
- Free From My Happiness, Mezinárodní fotofestival v Gentu, Gent, Belgie, 2015; Perignem, Beernem, duben 2016; Johannesburg Art Gallery, Johannesburg, Jihoafrická republika, květen–srpen 2016.[14][15][16][17] Zahrnuje Sobekwovu sérii Nyaope a také dílo Sibusiso Bheka a Tshepiso Mazibukoa. Kurátoři Tjorven Bruyneel a Bieke Depoorter.
- Pop-up galerie No Man's Art Gallery, Teherán, Írán, květen–červen 2016. Kurátoři Lih-Lan Wong, Zohreh Deldadeh a Emmelie Koster. Zahrnuje Sobekwovu sérii Nyaope.[18][19][20]
- Fresh Produce, Turbine Art Fair, Turbine Hall, Johannesburg, Jihoafrická republika, červenec 2016.[21]